# Antechinus agilis
Antechinus agilis е вид двуутробно от семейство Торбести мишки (Dasyuridae), което се среща в австралийските щати Нов Южен Уелс и Виктория. Видът е открит от Дикман, Кроутър и Кинг през 1998 г. Представлява сива до сиво-кафява торбеста мишка с по-меко оцветяване по коремната област. Очите са черни, без обособен ирис. Опашката е тънка и достига до 75 – 110 мм. Тялото достига до същата дължина. Видът тежи между 16 и 40 грама.

## Разпространение
Видът е разпространен в Австралия и е ендемит за Виктория и Нов Южен Уелс.

## Начин на живот
Храни се с дребни гущери, паяци, скакалци, хлебарки и меки плодове. Разпространен е в горите до 2000 м. То е главно нощно животно, но в недостик на храна ловува и през деня. Мъжките имат територия около хектар, което е три пъти повече от територята на женските индивиди. Размножава се през зимата за 2 – 3 седмици, след което всички мъжки умират. След 27 дни бременност, женската ражда 6 до 10 малки, като броят на новородените малки зависи от влажността на района. Малките са напълно жизнеспособни след няколко седмици. След края на сукателния период мъжките напускат майка си, а женските рожби продъбжават да живеят с майка си. 